# Emisiones de gases de efecto invernadero de Estados Unidos
Estados Unidos produjo 6.600 millones de toneladas métricas de emisiones de gases de efecto invernadero (GEI) equivalentes a dióxido de carbono en 2019, el segundo más grande del mundo después de las emisiones de gases de efecto invernadero de China y entre los países con las mayores emisiones de gases de efecto invernadero por persona. En total, Estados Unidos ha emitido 400 mil millones de toneladas métricas, más que cualquier otro país. Esto es más de 15 toneladas por persona y, entre los diez principales emisores, es el segundo país más alto en emisiones de gases de efecto invernadero por persona después de Canadá. Debido a que las centrales eléctricas de carbón se están cerrando gradualmente, en la década de 2010 las emisiones de la generación de electricidad cayeron al segundo lugar detrás del transporte, que ahora es la fuente individual más grande. En el año 2018, el 28% de las emisiones de GEI de los Estados Unidos fueron del transporte, el 27% de la electricidad, el 22% de la industria, el 12% de edificios comerciales y residenciales y el 10% de la agricultura.
Aunque las emisiones de gases de efecto invernadero de la Unión Europea serán netas cero para 2050 y China para 2060, Estados Unidos no tiene ningún objetivo para dejar de emitir. Estas emisiones de gases de efecto invernadero están contribuyendo al cambio climático en los Estados Unidos y en todo el mundo .

### Fuentes y tipos de gases de efecto invernadero

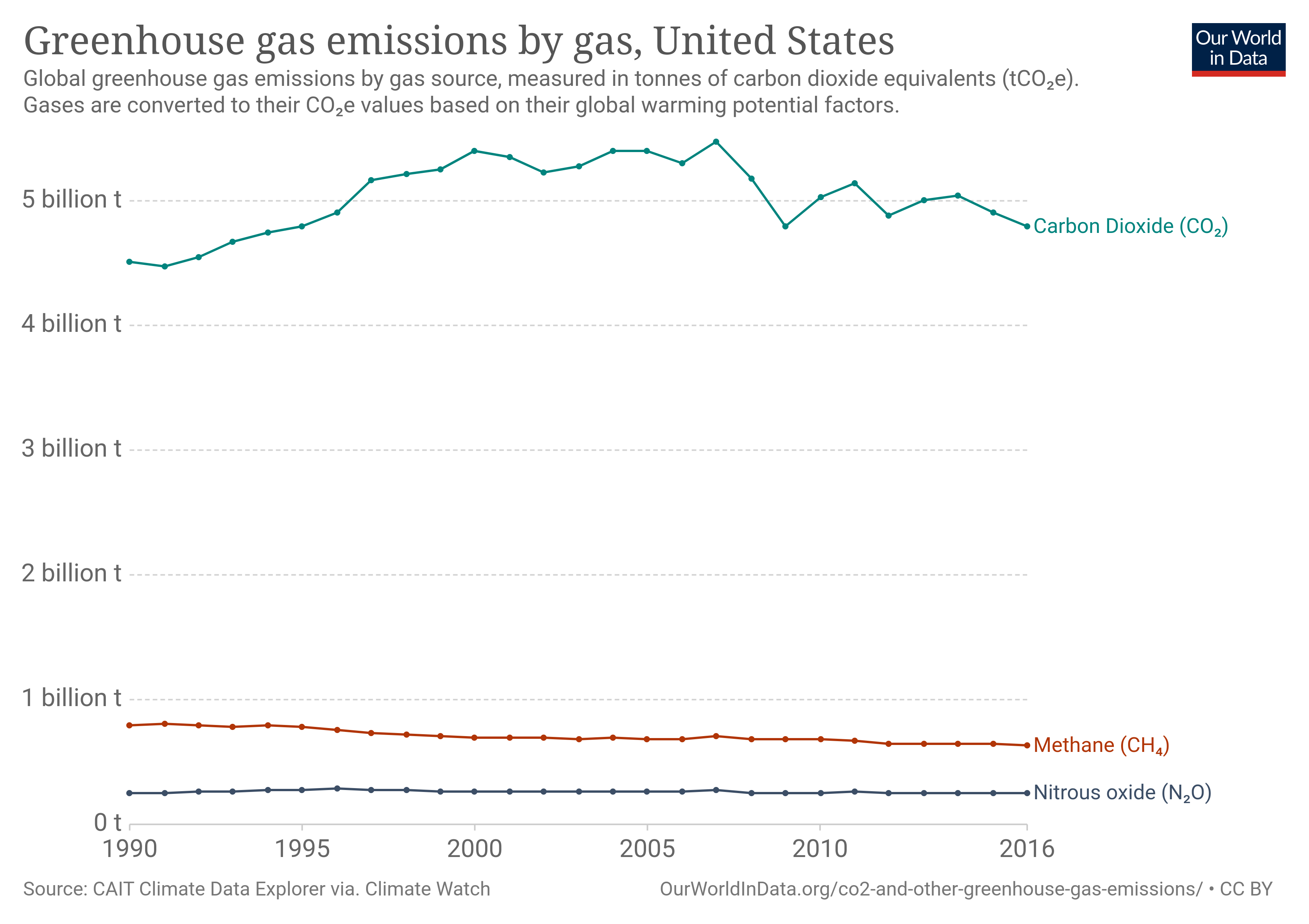
Estados Unidos Emisión de gases de efecto invernadero de 1990 a 2016

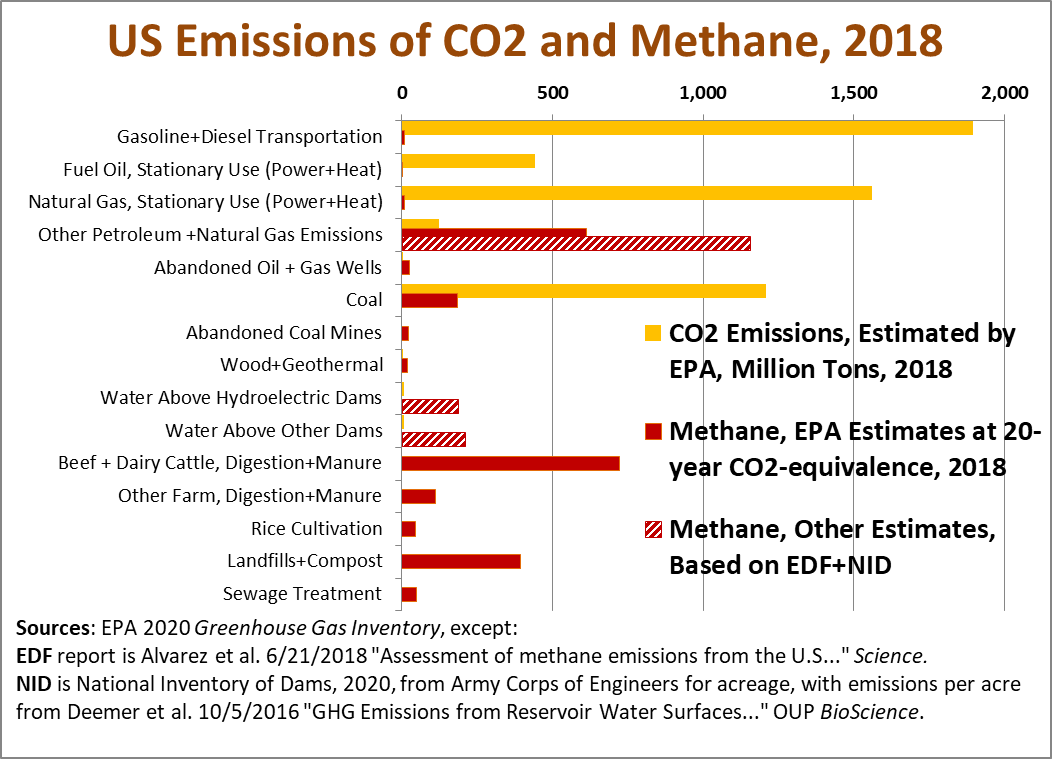
Emisiones estadounidenses de CO2 y metano, 2018

### Eventos importantes que generan emisiones

Por persona, Estados Unidos genera dióxido de carbono a un ritmo mucho más rápido que otras regiones primarias.

Desde 2000, aumento de en China y el resto del mundo han eclipsado la producción de Estados Unidos y Europa.

#### Transporte

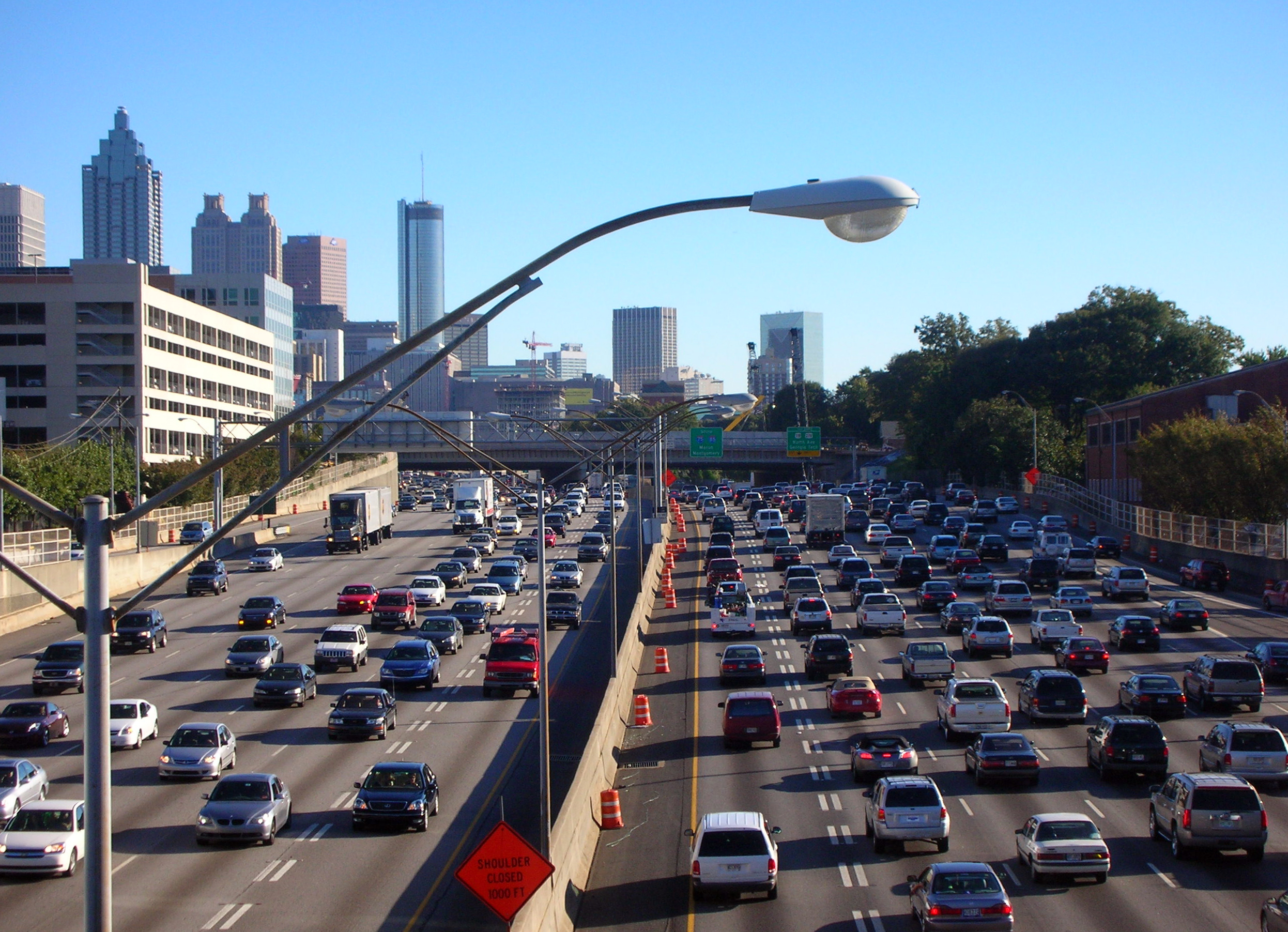
El transporte en los Estados Unidos es la mayor fuente de gases de efecto invernadero

#### Proveedor de energía

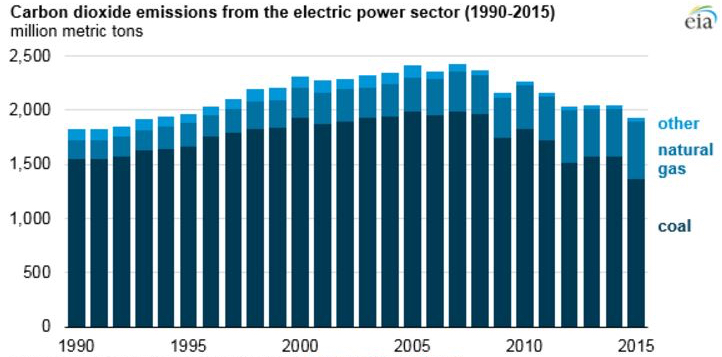
Emisiones de CO _{2} del sector eléctrico de EE. UU.

## Historia